# Nectandra furcata
Nectandra furcata är en lagerväxtart som först beskrevs av Ruiz & Pavon, och fick sitt nu gällande namn av Christian Gottfried Daniel Nees von Esenbeck. Nectandra furcata ingår i släktet Nectandra och familjen lagerväxter. Inga underarter finns listade i Catalogue of Life.